# Robert Falco
Pour les articles homonymes, voir Falco.

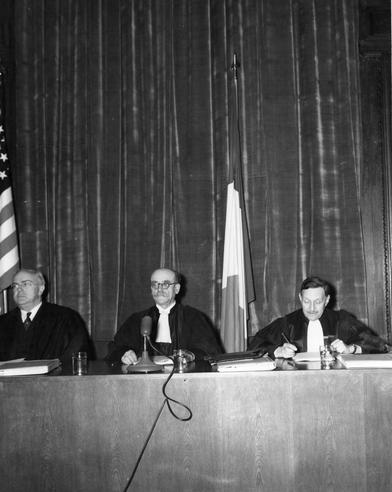
John J. Parker, Henri Donnedieu de Vabres et Robert Falco au procès de Nuremberg.

Robert Falco, né le 26 février 1882 à Paris (IXe arrondissement, acte no 465), et décédé le 14 janvier 1960 à Paris (XVIe arrondissement), est un magistrat français, conseiller à la Cour de cassation. Il est le petit-fils de l'architecte français Alfred-Philibert Aldrophe.
Il fut l'un des principaux auteurs de la Charte de Londres du Tribunal militaire international, laquelle définissait les procédures et protocoles mis en œuvre lors du procès de Nuremberg, dont il fut le suppléant d'un des quatre juges titulaires, Henri Donnedieu de Vabres, représentant de la France.
Lors de l'année qu'il passa à Nuremberg, Robert Falco prit des notes qui lui servirent ensuite pour rédiger ses souvenirs du procès. Restés très longtemps inédits, ces souvenirs, illustrés d'une sélection de croquis réalisés par Jeanne Falco, la seconde épouse du juge qui l'accompagna pendant toute la durée du procès, sont publiés en septembre 2012 sous le titre Juge à Nuremberg, aux éditions Arbre bleu avec une préface de l'historienne Annette Wieviorka et une introduction de l'historien Guillaume Mouralis, spécialiste de l'histoire de la justice pénale internationale.

## Publication
- Juge à Nuremberg. Souvenirs inédits du procès des criminels nazis, Nancy, Arbre bleu éditions, 2012, 174 p.  (ISBN 9791090129023)

## Pour approfondir